# Herlinval
 Herlinval  est un hameau de la ville belge de La Roche-en-Ardenne située en Région wallonne dans la province de Luxembourg.
Avant la fusion des communes de 1977, Herlinval faisait partie de la commune d'Ortho.

## Situation
Ce hameau ardennais se situe sur un plateau situé au nord de la vallée de l'Ourthe occidentale à proximité du village de Warempage et à deux kilomètres au sud-est d'Ortho. Avec Warempage et le hameau voisin de Floumont, cette structure avait été nommée les Trois Villes depuis le XVIIIe siècle.

## Description et patrimoine
Herlinval possède plusieurs anciennes fermes et fermettes bâties en moellons de schiste et aux encadrements des portes et fenêtres en brique.
À l'ombre d'un chêne séculaire, la chapelle Saint Hubert a été construite en 1627 par sir Jean d’Herlenval, capitaine du Duc d’Albe. En 1829, Jacques Lambet, curé d’Ortho, propriétaire de la chapelle la lègue aux habitants du village. La chapelle qui compte deux travées est bâtie en pierre de schiste. Son toit est recouvert d'ardoises et la croix de son clocher octogonal est ornée d’une crosse et d’une clé. La chapelle a été restaurée en 1969.
Cheslin d'Ortho: À proximité du hameau, se trouvent les restes du camp de l'époque gallo-romaine du IVe siècle qui servit de refuge aux habitants lors des guerres et des invasions. On y a mis au jour un puits, des réservoirs d'eau, des murs d'enceinte et des tours,.